# Flughafen Masar-e Scharif

i7
i11
i13
Der Flughafen Masar-e Scharif (IATA-Code: MZR, ICAO-Code: OAMS) ist der Flughafen der afghanischen Stadt Masar-e Scharif.

## Geschichte
Der Flughafen Masar-e Scharif gehört zu der strategisch wichtigen gleichnamigen Stadt. Während der Zeit der Taliban gehörte die Stadt zum Bereich des Warlords Raschid Dostum, der die Stadt zeitweilig besetzt hatte.
Im November 2001 zogen die Taliban auch aus dem Rest der Provinz Balch ab und die Nordallianz übernahm am 25. November 2001, nach einem Gefängnisaufstand, endgültig die Kontrolle über die Stadt.
Der Flugbetrieb wurde ab Ende 2001 wieder möglich. Ab Januar 2002 operierten kanadische Einheiten der 10th Mountain Division vom Flughafen aus.
ISAF
Ab dem 1. Juli 2004 übernahmen die Internationalen Sicherheits-Unterstützungskräfte (ISAF) in Afghanistan die Kontrolle über den Flughafen. Die Friedenstruppe ist für die Sicherheit des Flugbetriebs zuständig. Ein Teil des Flughafens wird ausschließlich militärisch genutzt und liegt auf dem Gelände des Militärlagers Camp Marmal der ISAF, wo sich auch das Hauptquartier für die Bodeneinheiten am Flughafen befindet.
Seit Juli 2008 war die Bundeswehr mit der Führung des Regionalkommando Nord, in dessen Bereich sich der Flughafen befindet, betraut. Damit ist sie auch für die Kontrolle und Luftaufsicht des Flughafens verantwortlich. Die Luftwaffe hatte hier, neben Termiz, einen ihrer zwei Luftstützpunkte außerhalb Deutschlands.
Außer den deutschen Einheiten waren auf dem Flughafen noch Soldaten aus Norwegen, Schweden, den Niederlanden und Lettland stationiert.
Im Jahr 2009 wurde mit dem Bau einer neuen Start- u. Landebahn durch die ISAF begonnen. Nach und nach sollen weitere Installationen, wie z. B. eine Anflugbefeuerung, ein Instrumentenlandesystem auch für den zivilen Flugverkehr und ein Container-Kontrollturm eingerichtet werden.

### Zerstörung durch die US Air Force
Am 13. August 2021, drei Tage bevor der Präsident Ashraf Ghani ins Exil ging und die Taliban in Kabul den Präsidentenpalast einnahmen, besuchte Ashraf Ghani die afghanischen Regierungstruppen in Masar-i-Scharif und sicherte ihnen Unterstützung im Kampf gegen die Taliban zu. Doch bereits einen Tag später kapitulierten die Truppen bei Masar-e-Scharif kampflos, nachdem sich bereits am Vortag das 207. Armeecorps in der Provinz Herat kampflos ergeben hatte. Am 16. August bombardierte die U.S. Air Force dann den Flughafen Masar-e Scharif, damit die Taliban die auf dem Flughafen befindlichen Jets und Kampfhelikopter der afghanischen Armee nicht nutzen können.

## Militärflüge
Die Indienststellung des Einsatzgeschwaders Mazar-e Sharif erfolgte am 1. Mai 2006. Zuvor hatte seit dem 3. November 2005 ein Aufbaukommando, das insbesondere aus Sicherungskräften, Kampfmittelbeseitigern und Luftwaffenpionieren bestand, vor allem die Infrastruktur und die Flugbetriebsflächen instand gesetzt.
Mit dem Eintreffen der Tornados verfügte das Einsatzgeschwader über seine ersten Luftfahrzeuge und neben der logistischen Unterstützung der Operationen in Afghanistan über einen neuen Auftrag, die Luftaufklärung im Auftrag des ISAF-Hauptquartiers in Kabul.
Mit der Verlegung von sechs Sikorsky-CH-53-GS-Hubschraubern zum 1. November 2007 und von acht Transall C-160 im August 2008 aus dem usbekischen Termiz nach Mazar-e Sharif nahm das Geschwader seine letzte Struktur ein.